# Stazione di Budoia-Polcenigo
La stazione di Budoia-Polcenigo è una stazione ferroviaria posta al km 10+419 della ferrovia Sacile-Pinzano a servizio dei comuni di Budoia e di Polcenigo, in provincia di Pordenone (Friuli-Venezia Giulia).

## Storia
La stazione venne inaugurata il 28 ottobre 1930 quando venne aperto il tratto ferroviario che collegava la stazione di Sacile con la stazione di Pinzano.

## Strutture e impianti
La stazione è composta da 2 binari e da un modesto scalo merci.
Il servizio passeggeri regionale è svolto da Trenitalia lungo la relazione Sacile – Pinzano – Gemona.
Dal luglio 2012 al 9 dicembre 2017, il servizio ferroviario è stato sostituito da autocorse a causa di una frana che ha interrotto i binari nei pressi di Meduno; dal 10 dicembre 2017, il servizio nella stazione è ripreso, grazie alla parziale riapertura della ferrovia, tra Sacile e Maniago.